# مخابرات حربية
الاستخبارات العسكرية هي جهاز عسكري يستخدم طرق جمع المعلومات وتحليلها لتقديم الإرشاد والتوجيه من أجل مساعدة القادة في اتخاذ قراراتهم. يُحقَّق هذا الهدف بفضل توفير تقييم للبيانات من مجموعة من المصادر الموجهة نحو متطلبات مهمة القادة أو الإجابة عن الأسئلة ضمن التخطيط العملياتي أو التخطيط للحملة. لتقديم تحليل ما، تحدّد أولًا المعلومات التي يحتاجها القائد، والتي تدخل بعد ذلك في مرحلة جمع المعلومات الاستخباراتية وتحليلها ونشرها.
قد تشمل مجالات الدراسة بيئة العمليات والقوات المعادية والصديقة والمحايدة والسكان المدنيين في منطقة تدور فيها عمليات قتالية ومجالات اهتمام أخرى أوسع نطاقًا. تُجرى الأنشطة الاستخباراتية على جميع المستويات، من التكتيكية إلى الاستراتيجية، في وقت السلم، وفترة الانتقال إلى الحرب، وخلال الحرب نفسها.
تنفق معظم الحكومات على الاستخبارات العسكرية لتزوّد موظفي جمع المعلومات وتحليلها في الوحدات المتخصصة وفي الأذرعة والخدمات الأخرى. تتعاون القدرات الاستخباراتية العسكرية والمدنية لإبقاء الطيف السياسي على اطلاع بالأنشطة السياسية والعسكرية.
يمكن اختيار الموظفين الذين يؤدون المهام الاستخباراتية على أساس قدراتهم التحليلية وذكائهم الشخصي قبل تلقي التدريب الرسمي.

## مستويات الاستخبارات
تحدث عمليات الاستخبارات عبر التسلسل الهرمي للنشاط السياسي والعسكري.

### الاستخبارات الاستراتيجية
تهتم الاستخبارات الاستراتيجية بقضايا واسعة مثل الاقتصاد والتقييمات السياسية والقدرات العسكرية ونوايا الدول الأجنبية (وبشكل متزايد الجهات الفاعلة غير الحكومية). قد تكون هذه المعلومات الاستخباراتية علمية أو تقنية أو تكتيكية أو دبلوماسية أو سوسيولوجية، ولكن هذه التغييرات تُحلّل إلى جانب الحقائق المعروفة عن المنطقة المعنية، مثل الجغرافيا والديموغرافيا والقدرات الصناعية.
تُعرَّف الاستخبارات الاستراتيجية رسميًا بأنها «المعلومات الاستخباراتية اللازمة لصياغة السياسات والخطط العسكرية على الصعيدين الوطني والدولي»، وهي تقابل المستوى الاستراتيجي للحرب، الذي يُعرَّف رسميًا بأنه «مستوى الحرب الذي تحدّد فيه الأمة -غالبًا ما تكون عضوًا في مجموعة من الدول- التوجيهات والأهداف الأمنية الاستراتيجية الوطنية أو متعددة الجنسيات (التحالف أو الائتلاف)، ثم تطوّر وتستخدم الموارد الوطنية لتحقيق تلك الأهداف».

### الاستخبارات العملياتية
تركّز الاستخبارات العملياتية على دعم المعلومات الاستخباراتية أو رفضها في المستويات العملياتية. يُعدّ المستوى العملياتي أدنى من المستوى الاستراتيجي للقيادة ويشير إلى تصميم الجانب العملي. تعرَّف رسميًا بأنها «المعلومات الاستخباراتية اللازمة للتخطيط وتنفيذ الحملات والعمليات الرئيسة لتحقيق الأهداف الاستراتيجية داخل مسرح الحرب أو مناطق العمليات». وهي تتماشى مع المستوى العملياتي للحرب، الذي يُعرَّف بأنه «مستوى الحرب الذي تخطَّط فيه الحملات والعمليات الرئيسة وتنفَّد وتُدعم لتحقيق الأهداف الاستراتيجية داخل مسرح الحرب أو في مناطق العمليات الأخرى».
يُستخدم مصطلح الاستخبارات العملياتية في تطبيق القانون للإشارة إلى المعلومات الاستخباراتية التي تدعم التحقيقات طويلة الأجل في أهداف متعددة متشابهة. تهتم الاستخبارات العملياتية -في مجال استخبارات تطبيق القانون- في المقام الأول بتحديد النشاط الإجرامي واستهدافه واكتشافه والتدخّل فيه. لا يُوسَّع نطاق الاستخدام في تطبيق القانون واستخبارات تطبيق القانون لنطاق استخدامه في الاستخبارات العامة أو الاستخبارات العسكرية/البحرية، إذ يكون أضيق في نطاقه.

## الاستخبارات التكتيكية
تركّز الاستخبارات التكتيكية على دعم العمليات على المستوى التكتيكي وتُربط بالمجموعة القتالية. على المستوى التكتيكي، تُعطى التعليمات للدوريات بشأن التهديدات الحالية وأولويات جمع المعلومات. ثم تُستجوب هذه الدوريات لاستخلاص المعلومات من أجل تحليلها وإرسالها عبر سلسلة من التقارير.
تُعرَّف الاستخبارات التكتيكية رسميًا بأنها «المعلومات الاستخباراتية اللازمة لتخطيط العمليات التكتيكية وتنفيذها»، وتقابل المستوى التكتيكي للحرب الذي يُعرّف بأنه «مستوى الحرب الذي يخطَّط فيه للمعارك والاشتباكات وتنفيذها لتحقيق الأهداف العسكرية الموكلة إلى الوحدات التكتيكية أو فرق العمل».

## الاقسام
تنقسم الاستخبارات العسكرية الي:
1. استخبارات تكتيكية.
2. استخبارات عملياتية.
3. استخبارات إستراتيجية.

## المهام
كل تنظيم عسكري بالقوات المسلحة يحوي علي قسم أو شعبة أو ركن استخبارات وتختلف المهام والمسؤليات المكلف بها باختلاف حجم الوحدة الذي تحوية ككتيبة أو كلواء. بصفة عامة تعدّ هئية الاستخبارات العسكرية في القوات المسلحة مناطة بالمهام التالية: [بحاجة لمصدر]
1. التخطيط والتنسيق مع الشرطة العسكرية لضمان أمن المنشات العسكرية والثكنات العسكرية.
2. مراقبة مستوى الأمن في المنشات العسكرية والامن بما في ذلك أمن الوثائق والافراد والأسلحة وغيرها.
3. الاستخبارات المضادة.
4. استخدام مصادر المعلومات المتوفرة لمراقبة النشاطات العسكرية للعدو.
5. التاكد من حسن انضباط وولاء ضباط وأفراد القوات المسلحة.
6. التعاون مع أجهزة الاستخبارات الأخرى في ذات الدولة (أي الوطن) لتبادل المعلومات وانجاز المهمات مما يضمن تحقيق الامن الوطني.
7. التثقيف الأمني لمنسوبي القوات المسلحة.
8. الاشراف والتخطيط والتنفيذ لتدريب الاستخبارات.
9. التحقيق مع أسرى العدو والعسكرين العائدين من الأسر.
10. توفير الخرائط العسكرية وتحديثة وتفسير الصورة الجوية.
11. التنسيق مع الشرطة العسكرية والعمل معا علي مكافحة الجريمة في الوحدات العسكرية بما في ذلك مكافحة المخدرات.

## حسب الدولة
- هيئة الاستخبارات العسكرية
- هيئة أمن و استخبارات القوات المسلحة (السعودية)
- هيئة الاستخبارات العسكرية (مصر)
- جهاز الاستخبارات العسكرية (إسرائيل)